# Vijayachelys silvatica
Genre
Espèce
Synonymes
- Geoemyda silvatica Henderson, 1912

Statut de conservation UICN

 EN B1+2c : En danger
Statut CITES
Vijayachelys silvatica, unique représentant du genre Vijayachelys, est une espèce de tortues de la famille des Geoemydidae.

## Répartition
Cette espèce est endémique de l'Inde. Elle se rencontre dans les États du Karnataka, du Kerala et du Tamil Nadu.

## Publications originales
- Praschag, Schmidt, Fritzsch, Müller, Gemel & Fritz, 2006 : Geoemyda silvatica, an enigmatic turtle of the Geoemydidae (Reptilia: Testudines), represents a distinct genus. Organisms, Diversity, and Evolution, vol. 6, p. 151–162 (texte intégral).
- Henderson, 1912 : Preliminary note on a new tortoise from South India. Records of the Indian Museum, Calcutta, vol. 7, no 3, p. 217–218 (texte intégral).